# Den siste athenaren
Den siste athenaren är en roman av Viktor Rydberg, skriven 1859. Den skildrar kristendomens seger över den antika kulturen. Romanen publicerades ursprungligen som följetong i Göteborgs Handels- och Sjöfartstidning, där den första delen publicerades den 5 februari 1859. Syftet med romanen var en uppgörelse med reaktionära tendenser i Svenska kyrkan.[källa behövs]
Med Den siste athenaren lyckades journalisten Rydberg i sin strävan att göra följetongsromanen till ett verktyg för liberal kritik och idédebatt.

## Innehåll
Rydberg hyllar liksom bokens hjälte Krysantheus en platonsk idealism. Realismen i personteckningen anses emellertid sällsynt, ty personerna verkar som livlösa språkrör för idéer. Dialogen är episk. Sin styrka anses romanen ha i det polemiska och idéanalytiska stoffet, i miljöteckning.
Boken genomsyras av Rydbergs kärlek till de gamla grekernas vishets- och skönhetsälskande värld. Denna känsla förkroppsligas i den ädle tänkaren Krysanteus, den siste atenaren, vars livsmål är att återuppväcka Hellas storhetstid. I skarp motsats till detta ställer författaren några småaktiga, ofördragsamma representanter för den då härskande riktningen inom den kristna kyrkan.
Striden står dock här inte så mycket mellan hedendom och kristendom som mellan trosfrihet och samvetstvång. Både hedendomen och kristendomen har sina avskräckande representanter, liksom det i båda lägren finns ädla och upphöjda personligheter. Krysanteus har sina vrångbilder i typer sådana som den lättsinnige hedningen Karmides, som tömmer njutningens bägare till dräggen och på dess botten finner tomheten, eller den dråplige filosofiske pratmakaren och snyltgästen Kimon, som med sin dialektiska talekonst lyckas prata tro och övertygelse ur enfaldiga hedningar, eller goddagspilten och prokonsuln Anneus Domitius, som byter om religion lika lätt som han byter dräkt och kejsare. Det är en figur tecknad med mycket humor: "dygdig med de dygdiga, fräck med de fräcka, patricisk bland patricier och plebejisk bland plebejer, efter omständigheterna erkännande många gudar, en enda gud eller ingen, allt efter som förhållandena bjuda, med ett ord en maktens värdige tjänare."
De kristna typerna, som Rydberg tecknat i så motbjudande färger, är å andra sidan representanter inte för Jesu evangelium utan för en fanatisk, dogmbunden riktning inom det så kallade kristna samfundet, en riktning som med lust och blodsutgjutelse lyckats bli den för tillfället härskande och begagnar sin makt till att skoningslöst förfölja såväl oliktänkande kristna som hedningar.

## Betydelse
I den svenska prosans historia anses Den siste athenaren beteckna en milstolpe. Verket innebar följetongens och romanens avancemang till så kallad finlitteratur. 
Filosofen Pontus Wikner beskriver i sina självbiografiska anteckningar vilket överväldigande intryck Den siste atenaren gjorde på honom som ung student. Han förklarar att näst Bibeln har ingen bok verkat så genomgripande på honom: "Svalkande omsvepte den min själ med en av antikens frihets- och skönhetskänsla mättad livsluft".